# Kapibaraformák
A kapibaraformák (Hydrochoerinae) az emlősök (Mammalia) osztályának rágcsálók (Rodentia) rendjébe, ezen belül a tengerimalacfélék (Caviidae) családjába tartozó alcsalád.

## Rendszerezés
Az alcsaládba 2 élő, 9 fosszílis nem és 4 élő faj tartozik:
- Hydrochoerus Brisson, 1762 – 2 faj
- Kerodon F. Cuvier, 1825 – 2 faj
- †Porcellusignum
- †Cardiatherium
- †Phugatherium
- †Xenocardia
- †Contracavia
- †Anatochoerus
- †Hydrochoeropsis
- †Nothydrochoerus
- †Neochoerus Hay, 1926

A Kerodon nemet korábban a tengerimalacformák (Caviinae) alcsaládjába helyezték.